# Harpochytriaceae
Harpochytriaceae är en familj av svampar. Harpochytriaceae ingår i ordningen Monoblepharidales, klassen Monoblepharidomycetes, divisionen pisksvampar och riket svampar.
|                  | Oedogoniomycetaceae             |
|                  |                                 |
|                  | Monoblepharidaceae              |
|                  |                                 |
| Harpochytriaceae | \| \| Harpochytrium \| \| \| \| |
|                  | \| \| Harpochytrium \| \| \| \| |
|                  | Gonapodyaceae                   |
|                  |                                 |
|                  | Harpochytrium                   |
|                  |                                 |

|  | Harpochytrium |
|  |               |